# Красный (Глусский район)
Красный (бел. Красны) — посёлок в составе Славковичского сельсовета Глусского района Могилёвской области Беларуси.
До упразднения 20 ноября 2013 года Клетненского сельсовета входил в его состав.

## Население
- 1999 год — 11 человек
- 2009 год — 5 человек